# 人生Blues / 青春Night
《人生Blues / 青春Night》是日本的女子偶像組合早安少女組。'19的第67張單曲、同時也是早安少女組。於令和元年所發行的唯一單曲。2019年6月12日由zetima發售。

## 概要
- 令和元年發行的唯一單曲。
- 「人生Blues / 青春Night」是以早安少女組。'19名義發行的第一張、也是唯一一張單曲，也是早安少女组。通算第十張雙A面單曲。
- 此單曲有5個版本，分別为「初回生產限定盤A、B、SP」和「通常盤A、B」。
- 在Oricon公信榜單曲週榜取得第3名、單曲日榜取得第1名。
- 「人生Blues」由九期成員生田衣梨奈擔任中心成員，主唱成員為譜久村聖、石田亞佑美、佐藤優樹、小田櫻。拍攝MUSIC VIDEO的同時也找來了於2018年12月16日從團體畢業的十期成員飯窪春菜特別客串演出。
- 「青春Night」由十四期成員森戶知沙希擔任中心成員，主唱成員為譜久村聖、佐藤優樹、小田櫻、野中美希、森戶知沙希。

## 收錄内容

### CD
1. 人生Blues
（作詞、作曲：淳君、編曲：大久保薫）
2. 青春Night
（作詞、作曲：淳君、Rap：Miss Monday、編曲：大久保薫）
3. 人生Blues (Instrumental)
4. 青春Night (Instrumental)

### DVD
初回生產限定盤A
1. 人生Blues（MV）

初回生產限定盤B
1. 青春Night（MV）

初回生產限定盤SP
1. 人生Blues (Dance Shot ver.)
2. 青春Night（Dance shot）

## 參加成員
- 9期成員：譜久村聖、生田衣梨奈。
- 10期成員：石田亞佑美、佐藤優樹。
- 11期成員：小田櫻。
- 12期成員：野中美希、牧野真莉愛、羽賀朱音。
- 13期成員：加賀楓、橫山玲奈。
- 14期成員：森戶知沙希。

## 外部連結
- 早安少女組。'19 人生Blues / 青春Night （页面存档备份，存于）（日語）
- YouTube上的《人生Blues》PV
- YouTube上的《青春Night》PV